# Eutropis floweri
Espèce
Synonymes
- Mabuya floweri Taylor, 1950

Eutropis floweri est une espèce de sauriens de la famille des Scincidae.

## Répartition
Cette espèce est endémique du Sri Lanka.

## Publication originale
- Taylor, 1950 : Ceylonese Lizards of the Family Scincidae. University of Kansas Science Bulletin, vol. 33, no 13, p. 481-518 (texte intégral).